# Hermonassa rufa
Hermonassa rufa är en fjärilsart som beskrevs av Charles Boursin 1968. Hermonassa rufa ingår i släktet Hermonassa och familjen nattflyn. Inga underarter finns listade i Catalogue of Life.